# Langenhoe
Langenhoe – wieś w Anglii, w hrabstwie Essex, w dystrykcie Colchester. Leży 32 km na wschód od miasta Chelmsford i 81 km na północny wschód od Londynu.